# Relacions entre Ruanda i l'Índia
Les relacions entre Ruanda i Índia es refereix a les relacions bilaterals històriques i actuals entre la República de Ruanda i l'Índia. L'Índia està representada a Ruanda a través del seu Consolat Honorari a Kigali. Ruanda ha estat operant la seva Alta Comissió a Nova Delhi des de 1998 i ha designat el seu primer Alt Comissionat resident en 2001. Both countries are members of the Commonwealth of Nations.

## Visites d'alt nivell
Durant la visita de cinc dies a Ruanda del vicepresident Mohammad Hamed Ansari al febrer de 2017, ambdós països van signar acords per establir un centre de desenvolupament de la capacitat empresarial a Kigali, comencen els vols de RwandAir a l'Índia, i els requisits d'exempcions mútues de visat per als titulars de passaports diplomàtics i oficials.

## Relacions econòmiques
Rwanda va buscar la línia de crèdit de l'EXIM Bank, amb suport del govern de l'Índia, per a la construcció d'un projecte hidroelèctric de 27,5 MW al riu Nyabarongo dut a terme per BHEL i Angelique Internacional. Es va aprovar un crèdit de 80 milions de dòlars EUA i es va desemborsar efectivament. El projecte estava previst que estigués acabat a finals de 2012.
Les principals exportacions de l'Índia a Ruanda són productes farmacèutics, vehicles, plàstics i maquinària. El comerç bilateral entre dos països es va situar en 210 milions de dòlars i ha crescut en més del 350% en el període entre 2005 i 2009.
L'Alt Comissionat de Ruanda per a l'Índia, en un esdeveniment organitzat pel Consell Indi d'Afers Mundials el juliol de 2012, va dir que només l'any 2011 es van registrar a Ruanda projectes realitzats per empresaris de l'Índia per valor de més de 200 milions $ US. Més tard va establir que hi havia un altre projecte per un oleoducte per més de 1.000 milions $ US.